# Libetenit
Libetenit (Libethenit) – rzadki minerał klasy fosforanów, fosforan miedzi. Pierwszy okaz tego minerału znaleziono w Lubietowej w dzisiejszej Słowacji. Nazwa ta została nadana w 1823 roku, pochodzi od niemieckiej nazwy tej wsi - Libethen.

## Charakterystyka
Libetenit tworzy skupienia większych kryształów, naskorupienia i naloty. Wykształca się w formie tabliczkowej, słupkowej, krótkosłupkowej, ośmiościennej, igiełkowej, włosowatej i włóknistej; narosłe. Tworzy skupienia promieniste, sferolityczne, kuliste, zbite, groniaste, nerkowate i ziemiste. Jest minerałem kruchym, przezroczystym, bądź przeświecającym. Jest izostrukturalny z adamitem i eveitem. 

## Występowanie
Występuje w strefie utleniania kruszców miedzi. Często współwystępuje z innymi minerałami fosforanowymi. Towarzyszą mu najczęściej pseudomalachit, azuryt, malachit, atakamit, turkus, limonit, euchroit, chalkosyderyt, kwarc i chryzokola. 

## Miejsce występowania
- Ľubietová, Słowacja
- Villa Vicosa, Portugalia
- Miedzianka, Polska[5]
- Atakama, Chile
- Ponadto występuje także w Australii, Belgii, Czechach, DRK, we Francji, Niemczech, Hiszpanii, Rosji (Ural), Wielkiej Brytanii (Kornwalia), Stanach Zjednoczonych (Nevada, Nowy Meksyk, Arizona) i we Włoszech[1][3].

## Galeria

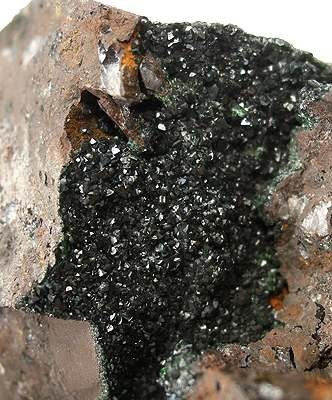
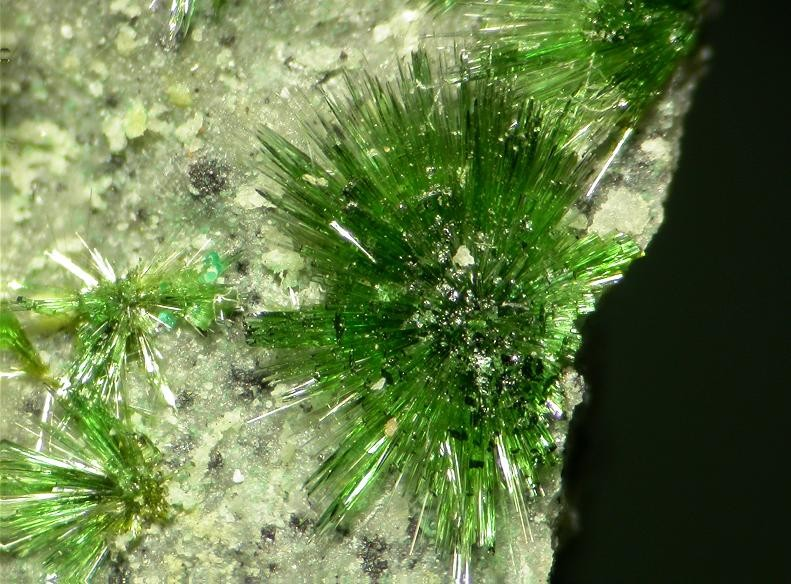
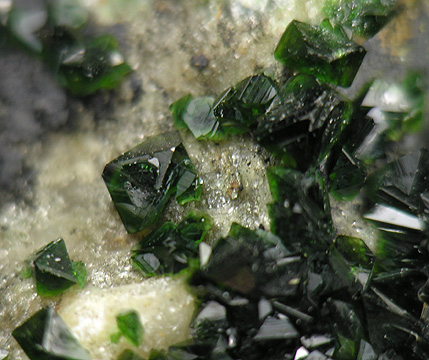
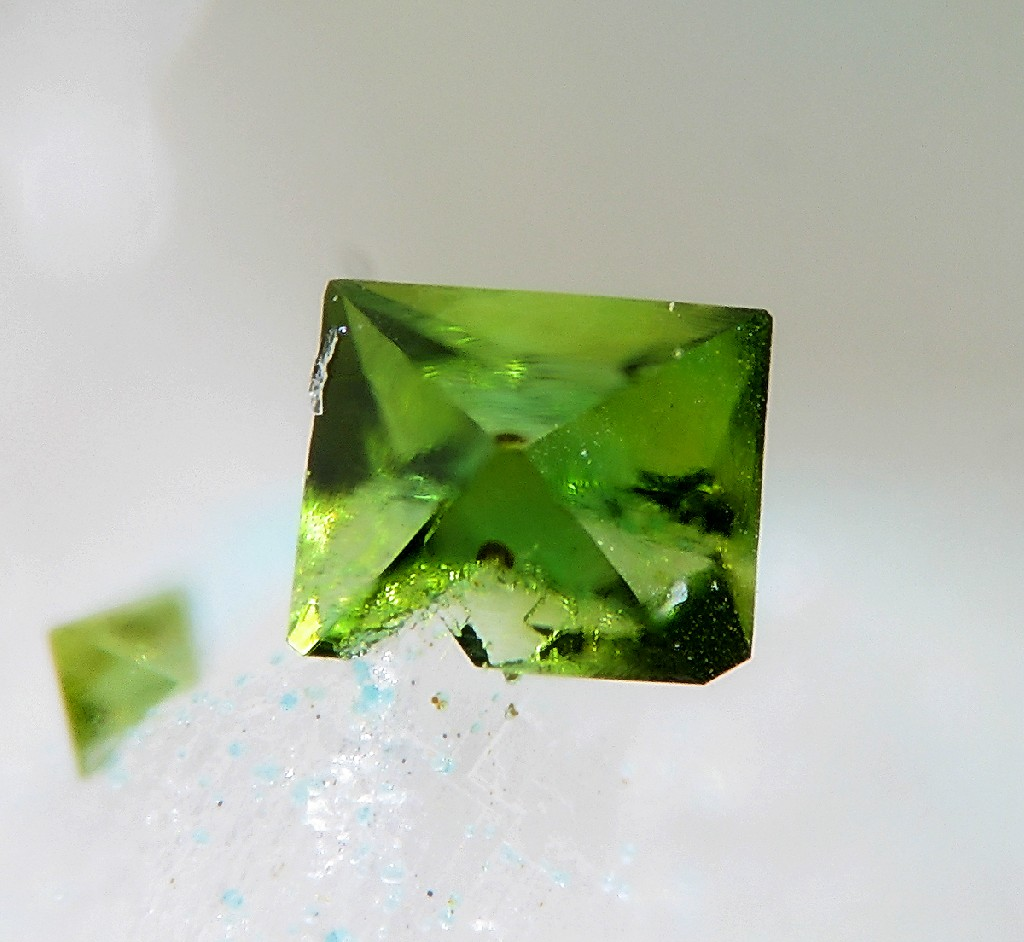
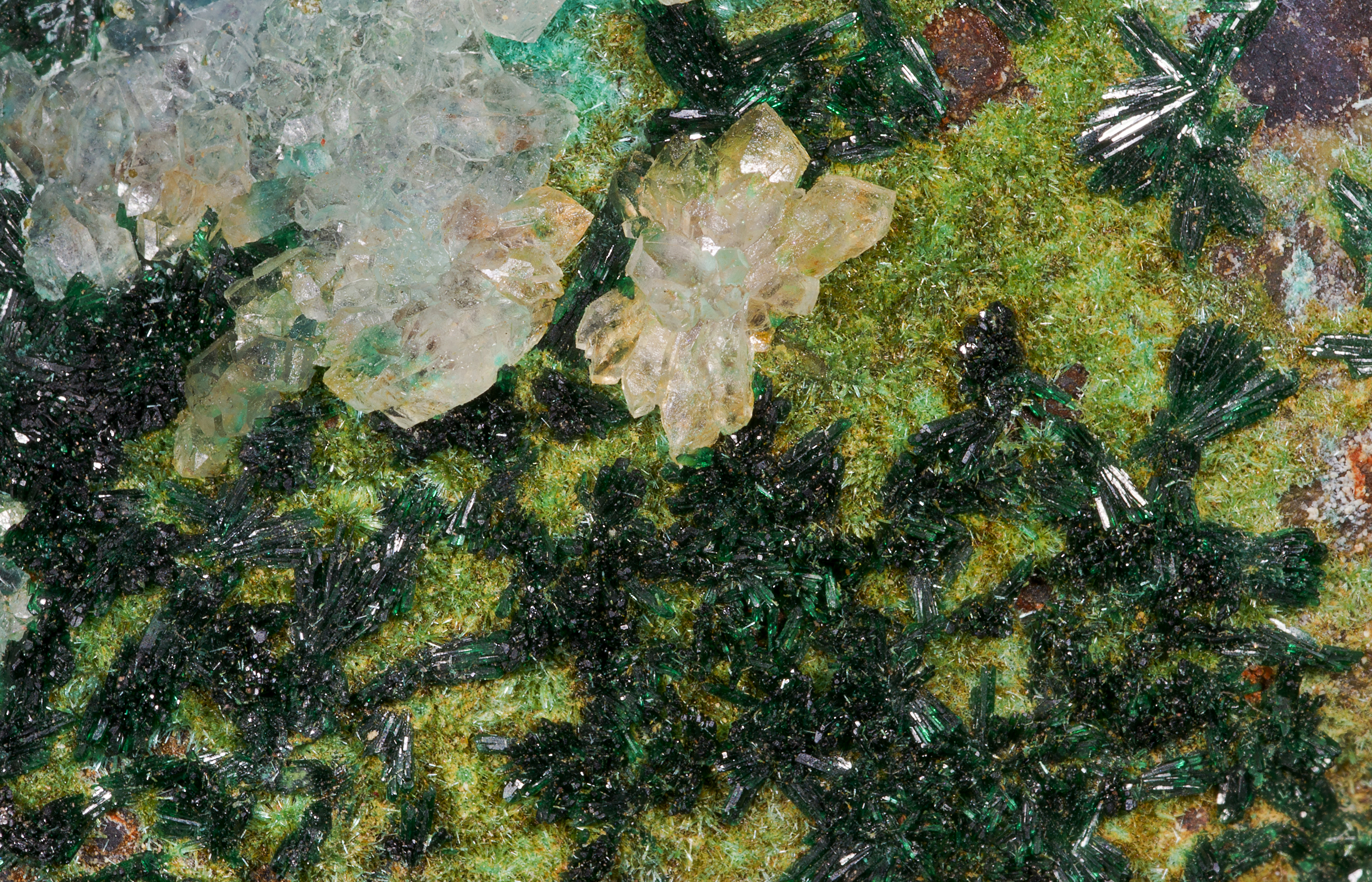
w towarzystwie atakamitu z Chile
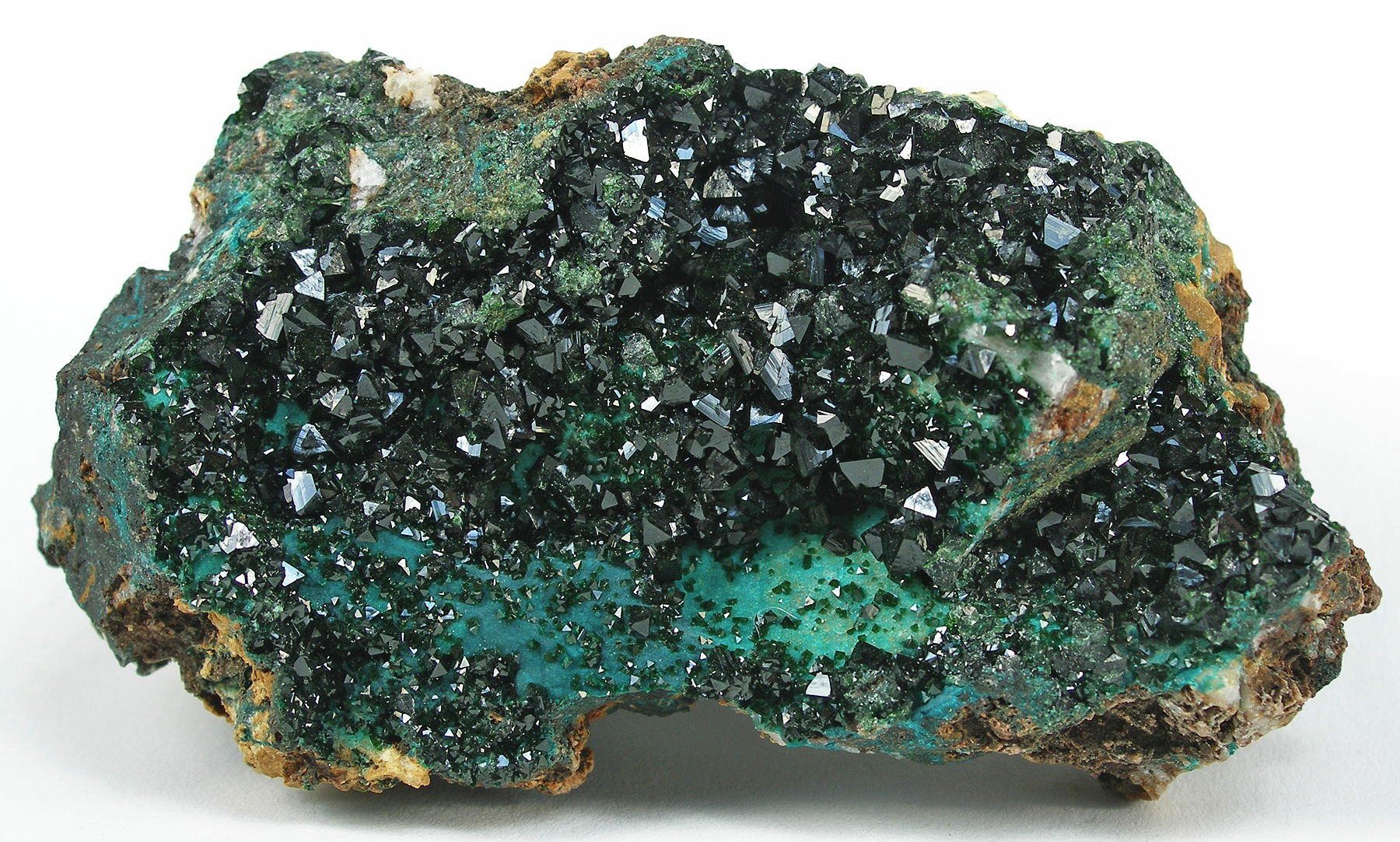
okaz z Demokratycznej Republiki Konga